# Max Vogt (Richter)
Max Vogt (* 24. September 1935 in München) ist ein deutscher Jurist. Er war von 1977 bis 2000 Richter am Bundesgerichtshof.
Nach Beendigung seiner juristischen Ausbildung trat Vogt im Jahre 1962 in den Justizdienst des Landes Bayern ein, wo er in verschiedenen Verwendungen als Richter und Staatsanwalt eingesetzt wurde. Nach der Zeit als Richter auf Probe wurde Vogt 1965 zunächst Richter am Amtsgericht München. Hiernach war er drei Jahre Erster Staatsanwalt bei der Staatsanwaltschaft am Landgericht München II und dann für abermals drei Jahre Richter am Oberlandesgericht München. Vor der Ernennung zum Richter am Bundesgerichtshof war er zuletzt als Vorsitzender Richter am Landgericht München I tätig.
Im Jahr 1977 wurde Vogt zum Richter am Bundesgerichtshof ernannt. Das Präsidium wies ihn dem V. Zivilsenat zu, dem er während seiner gesamten Tätigkeit am Bundesgerichtshof, seit 1992 als stellvertretender Vorsitzender, angehörte. Von 1988 bis zu seinem Eintritt in den Ruhestand am 30. September 2000 war Vogt auch Mitglied des Senats für Landwirtschaftssachen.